# アンドレ・デュモン

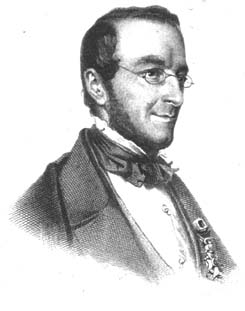
André Dumont

アンドレ・デュモン（André Hubert Dumont、1809年2月15日 - 1857年2月28日）はベルギーの地質学者である。

## 人物
リエージュに生まれた。1832年にリエージュ地域の地質についての論文を書いた。リエージュ大学の鉱物学、地質学の教授となり、後に学長になった。ベルギーの地質形成に関する、鉱物学的、堆積学的研究を行った。Famennian期やBolderian期など白亜紀や第三紀の小時代区分の名称を与えたことで知られる。1847年から1848年にMemoire sur les terrains ardennais et rhenan de l'Ardenne, du Brabant et du Condrozを発表し、1849年に完成したベルギーの地質図の製作のために働いた。南ヨーロッパの各地の地質を調べることによりヨーロッパ各国の地層年代の関係を明らかにすることに功績があった。
1840年にロンドン地質学会から、ウォラストン・メダルを受賞した。